# Manglerud Station
Manglerud Station (Manglerud stasjon) er en metrostation på Lambertseterbanen på T-banen i Oslo. Stationen ligger i Manglerud i bydelen Østensjø. Stationen blev etableret sammen med banen, der blev oprettet som sporvej 28. april 1957 og omstillet til T-bane 22. maj 1966. I sommeren og efteråret 2010 blev stationen opgraderet til metrostandard og genåbnet 14. august 2011.